# Stegodyphus simplicifrons
Espèce
Stegodyphus simplicifrons est une espèce d'araignées aranéomorphes de la famille des Eresidae.

## Distribution
Cette espèce est endémique de Madagascar.

## Description
Les femelles mesurent de 12 à 15 mm.

## Publication originale
- Simon, 1906 : Étude sur les araignées de la section des cribellates. Annales de la Société entomologique de Belgique, vol. 50, p. 284-308 (texte intégral).